# Михаил Ставрев
Михаил Ставрев, известен като Хали, Хальо, Халю, е български революционер, деец на Върховния македоно-одрински комитет и физически убиец на Стефан Стамболов.

## Биография
Михаил Ставрев е роден около 1862 година в ресенското село Янковец, тогава в Османската империя. Става приближен на Наум Тюфекчиев и участва в опита за убийството на Стефан Стамболов, при който е убит министъра Христо Белчев през 1891 година. На 3 (15) юли 1895 година в София при нов атентат, организиран от Наум Тюфекчиев, посича с други македонстващи самия Стефан Стамболов.
Осъден е задочно, но следите му се губят до 1900 година. Тогава извършва въоръжен грабеж в София, но е освободен по заповед на вътрешния министър Васил Радославов, участва и в други скандали и сбивания.
Оглавява чета от 30 души на Върховния комитет, но е подгонен от четата на Михаил Герджиков, Атанас Нивички и други вътрешни чети и е принуден да се върне в България. Според изследователя Александър Пелтеков през 1899 година е в четата на Мирче Ацев и участва в сражение при Папазчаир, Неврокопско, а след това Ставрев преследва Гоце Делчев в Струмишко с цел да го убие.
През 1901 година е арестуван, по време на управлението на Петко Каравелов, и през 1902 година е осъден на смърт. През 1904 година присъдата обаче му е намалена и лежи известно време в Шуменския затвор. След това влиза с върховистките чети на Стефан Николов, Иванчо Карасулията и Лазар Делев във вътрешността на Македония.
Умира след 1910 година.